# Köterberg

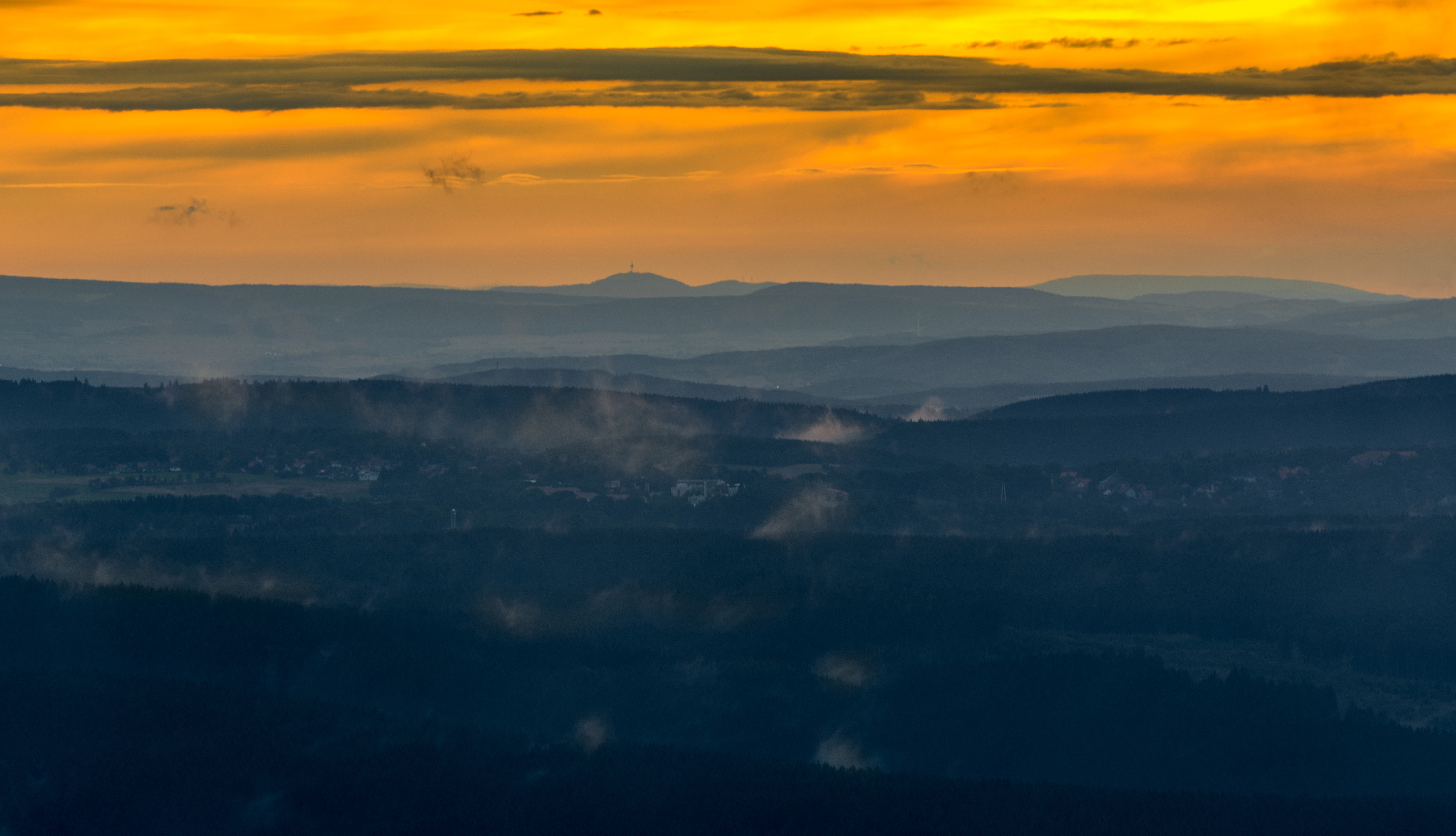
Blick vom Harz zum Köterberg

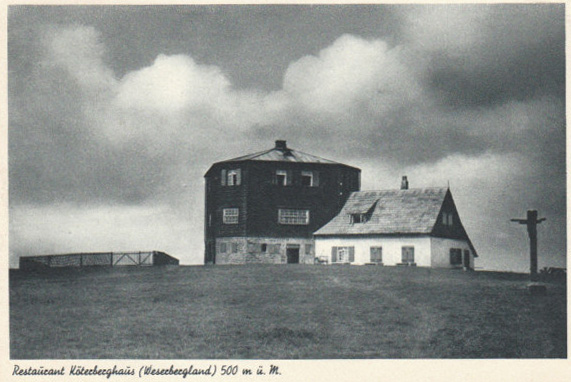
Köterberghaus mit Anbau um 1950

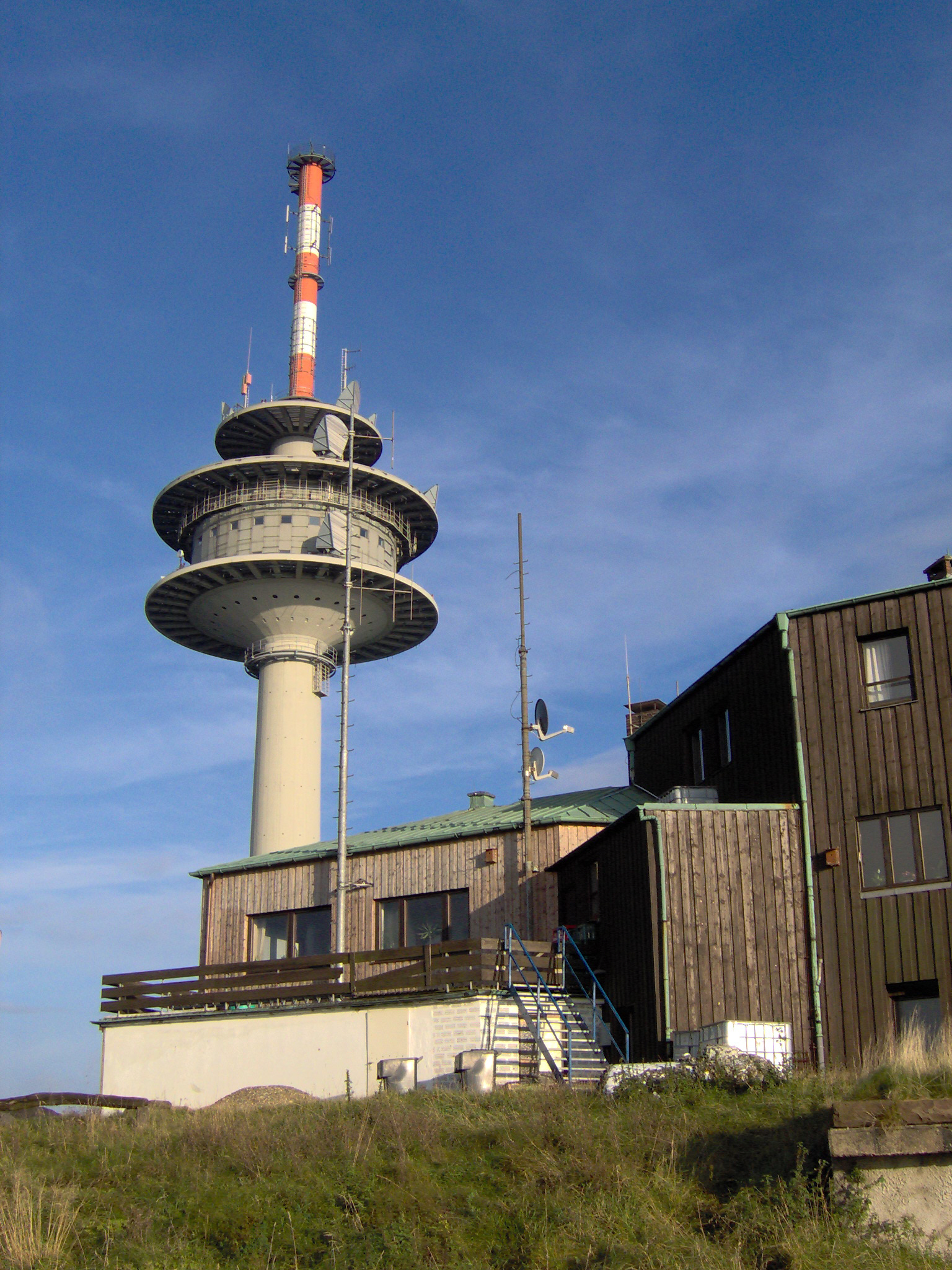
Fernmeldeturm Köterberg und Köterberghaus

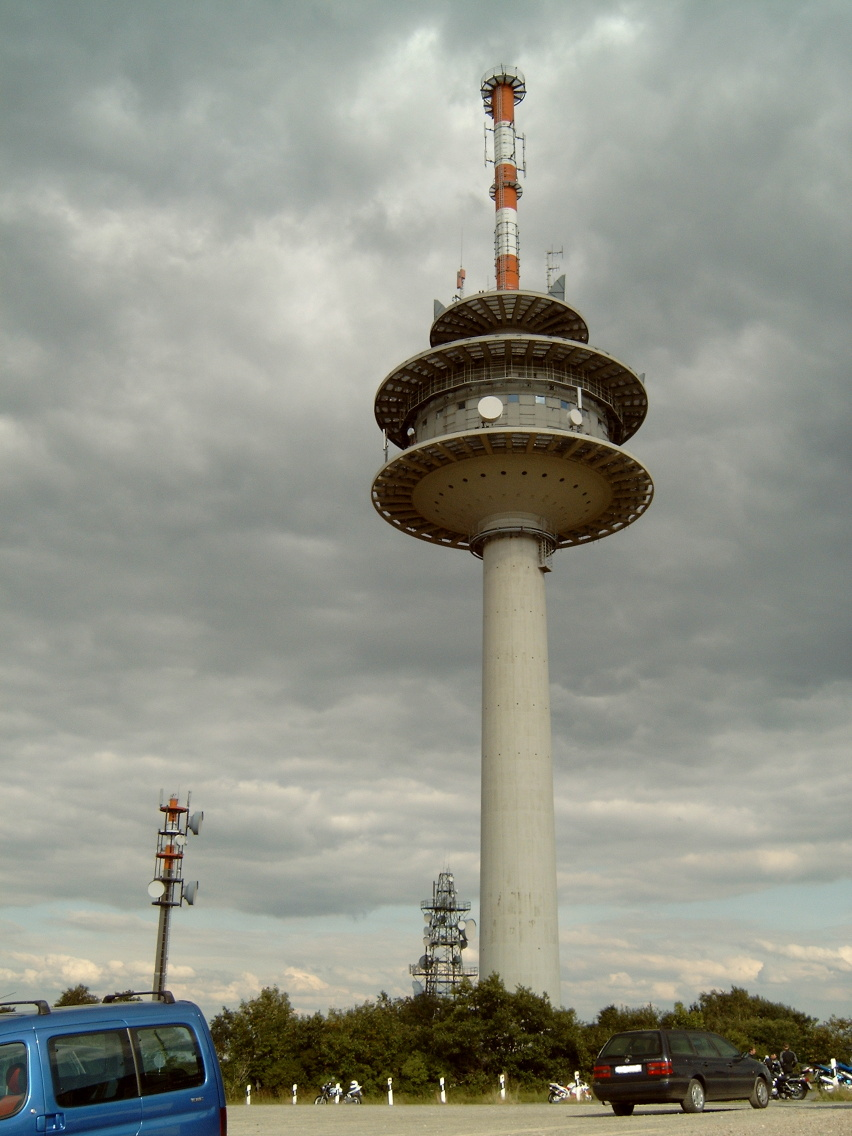
Fernmeldeturm Köterberg, zwei weitere Sendetürme und Parkplatz auf der Gipfelregion des Köterbergs

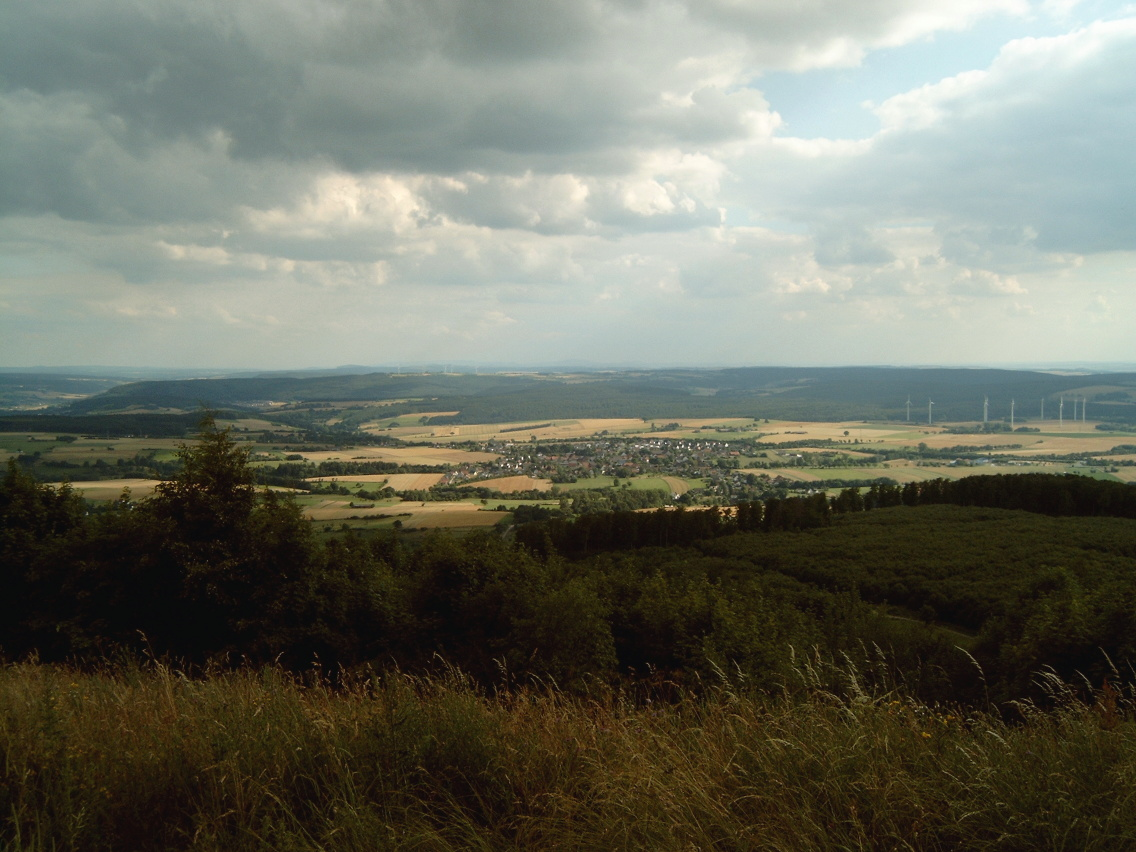
Blick von der Köterberg-Gipfelregion nach Süden mit Fürstenau in Fotomitte

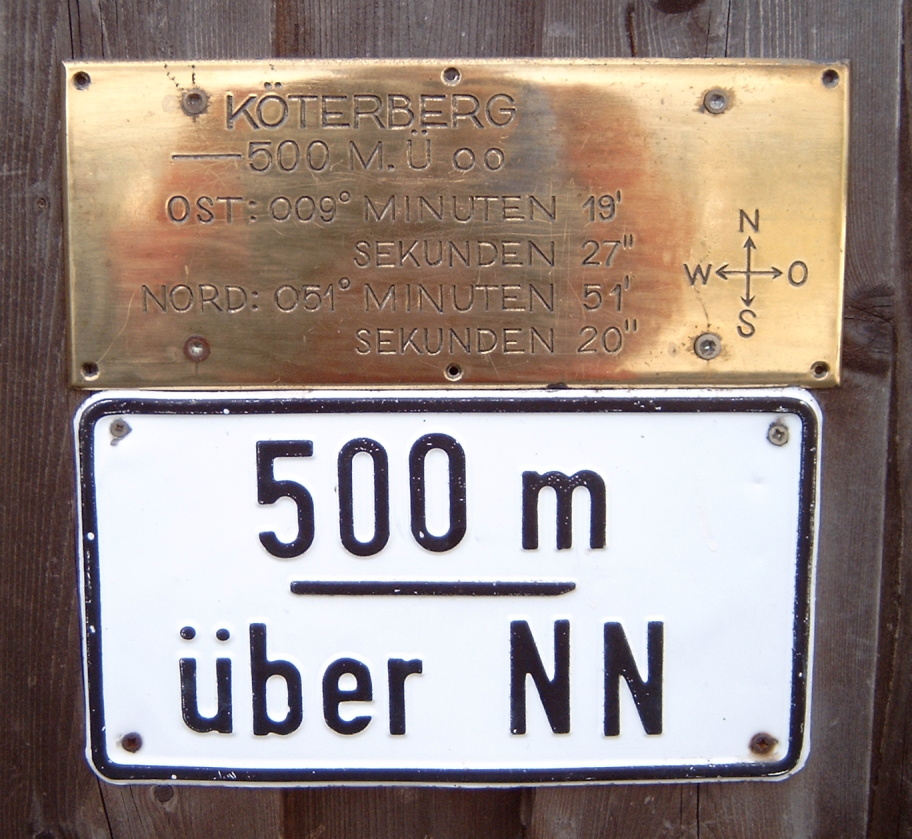
Gipfelschilder am Köterberghaus am tatsächlich hohen Köterberg

Der Köterberg, früher auch Keutersberg genannt, ist mit 495,8 m ü. NHN der höchste Berg im Mittelteil des im Weserbergland auf der Grenze von Nordrhein-Westfalen und Niedersachsen gelegenen Lipper Berglandes. Er liegt zwischen Lügde und Höxter auf der Grenze der nordrhein-westfälischen Kreise Lippe und Höxter zum niedersächsischen Landkreis Holzminden.
Im Deutschen Hauptdreiecksnetz (DHDN) ist der Köterberg Hauptdreieckspunkt mit der Benennung Lügde, Köterberg. Oftmals ist der Berg von weither zu sehen, zum Beispiel vom knapp 90 km (Luftlinie) entfernten Brocken im Harz. Von ihm bietet sich ebenfalls oft eine gute Aussichtsmöglichkeit. Auf dem Berg stehen die Berggaststätte Köterberghaus und der Fernmeldeturm Köterberg sowie zwei weitere Sendetürme.

## Geographie

### Lage
Der Köterberg erhebt sich mit seinen nordrhein-westfälischen Teilen im Naturpark Teutoburger Wald/Eggegebirge. Der zum Stadtgebiet von Lügde gehörende Berggipfel liegt 12,6 km südsüdöstlich von dessen Kernstadt und 9,8 km nordnordwestlich der Kernstadt von Höxter; beide in Nordrhein-Westfalen. Während sich der Gipfel und wesentliche Bergteile in Nordrhein-Westfalen befinden, gehört ein schmaler, aber sich bis auf den Südwestteil der Gipfelregion erstreckender Zipfel, der im unteren Teil im Tal eines Quellbachs vom Weser-Nebenfluss Lonaubach verläuft, zu Niedersachsen; bis dorthin reicht das Gebiet des Fleckens Polle, dessen Kernort 7,5 km vom Gipfel entfernt ist. An der Spitze dieses Zipfels stoßen die nordrhein-westfälischen Kreise Lippe im Norden und Höxter im Süden mit dem niedersächsischen Landkreis Holzminden im Osten zusammen. Diese Zipfelspitze liegt etwa 90 m südwestlich des auf der Gipfelregion gelegenen Trigonometrischen Punktes auf 474,5 m ü. NHN; dort steht ein Dreiherrenstein (⊙).
Auf dem Nordnordwesthang des Berges liegt der Lüdger Ortsteil Köterberg, etwas westlich davon entspringt die Niese. Der Ostflanke entfließt der Lonaubach. Am Südfuß liegt der Höxterer Ortsteil Bödexen, der vom Mühlenbach durchflossen wird, einem Zufluss der zur Weser strebenden Saumer. Der Berg ist bewaldet, seine Gipfelregion nur im Norden.

### Naturräumliche Zuordnung
Der Köterberg gehört in der naturräumlichen Haupteinheitengruppe Niedersächsisches Bergland (mit Weser- und Leine-Bergland; Nummer D36) bzw. in der Haupteinheit Lipper Bergland (364) im Südlichen Lipper Bergland (364.3) zum Naturraum Schwalenberger Höhen (364.37).

## Geologie
Der Köterberg ist Teil des durch Muschelkalk und Keuper geprägten Lipper Berglands. Er wird durch Sandsteine und Mergel des Oberen Keuper aufgebaut.

## Geschichte
Der Köterberg wird erstmals 1430 urkundlich erwähnt. In den lippischen Grenzakten findet sich ein Eintrag im 16. Jahrhundert.
1536 schloss der Paderborner Bischof Hermann V. von Wied (zugleich Erzbischof von Köln), Herzog Ernst I. zu Braunschweig-Lüneburg und Simon V. Graf zur Lippe einen Vertrag über gemeinschaftliche Schürfrechte und einen Jahrmarkt am Köterberg ab. Bereits 1520 waren zwei Bergleute am Köterberg tätig gewesen, hatten aber keinen Erfolg. 1543 versuchte Hermann von der Malsburg erneut Gold, Silber, Kupfer und Blei am Köterberg abbauen zu lassen, allerdings auch ohne Erfolg.
Karl Ludwig Edler von Lecoq nahm den Keutersberg zwischen 1796 und 1801 als Dreieckspunkt in sein militärisch-topographisches Kartenwerk auf.
1814 erstieg Wilhelm Grimm den Köterberg. Die Brüder Grimm nennen 1816 in ihren Deutschen Sagen (Nr. 9, 20) den Köterberg auch Götzenberg, weil dort die Götter der Heiden angebetet wurden. Dort spielt auch ihr Märchen Die drei Vögelchen.
1831/1832 entstand als erstes massives Bauwerk auf der höchsten Spitze des Berges ein 15½ Fuß (ca. 4,9 m) hoher Turm als Dreieckssignal ersten Ranges zur Triangulation. Der Köterberg war eine Station des Preußischen optischen Telegrafen, der von 1832 bis 1849 Berlin und Koblenz nachrichtentechnisch verband. 1929 wurde der Turm gesprengt.
1939 war der Bau eines Kriegerehrenmals auf dem Köterberg geplant. 1945 wurde der Köterberg zum Ende des Zweiten Weltkriegs als Artilleriestellung der US-Armee genutzt.
Von 1960 bis 1962 wurde auf dem Köterberg auch ein Detachment der US-amerikanischen 585th Communications and Guidance Squadron (CGS) der USAFE aus Bitburg stationiert. Die Bodenstation diente der Zielführung für die nuklearbestückten Marschflugkörper vom Typ MGM-1 Matador, die 1962 ausgemustert wurden.
Während des Kalten Krieges wurde der Köterberg auch in mehreren Militärmanövern der britische Rheinarmee (BAOR) einbezogen unter anderem 1983 beim Manöver Eternal Triangle.
Die Sendeanlagen auf dem Köterberg (KBG) dienten als Militärfunk auch für die Richtfunkverbindung nach West-Berlin durch Troposcatter und zwischen den Sendeanlagen auf dem Bocksberg (Harz) (Bocksberg Relay Site (BBG)) und Rothwesten (RWN) sowie Dörenberg (Linderhofe; LDF) und auf dessen Infrastruktur wurde bis 1989 auch vom US-Handelsministerium ein 18-monatiger Test zur Digitalen Mikrowellenübertragungsnetzleistung und Ausbreitungsmessung (Digital European Backbone; DEB) durchgeführt.
1993 wurde die von der 104th Area Support Group der United States Air Forces in Europe (USAFE) betriebene Köterberg Relay Station und die von dem 5th Signal Command der US-Army mit Stammsitz in der US-Garnison Mannheim genutzte Köterberg Terminal Station (KOG) geschlossen.

## Köterberghaus
Vom 7. Juni bis 2. Oktober 1929 wurde das Köterberghaus in Form einer schlesischen Bergbaude errichtet. Dabei wurde das Fundament aus den Steinen des Turms von 1893 gebaut, der bei Baubeginn gesprengt wurde. Erster Pächter der darin befindlichen Wirtschaft war die Familie Ströhl. 1935 übernahm Rudolf Brand als Pächter die Gastronomie und nach dessen Tod von 1968 bis 1985 seine Frau Alma Brand den Betrieb. 1985 folgte die Übergabe an Rudolf Brand jun., der im gleichen Jahr das Gebäude dem Landesverband Lippe (LVL) abkaufte. Es gab in der langen Geschichte des Köterberghauses zahlreiche Besuche von Persönlichkeiten, darunter Bernhard zur Lippe-Biesterfeld, Konrad Adenauer sowie viele Generäle der NATO während des Kalten Kriegs.

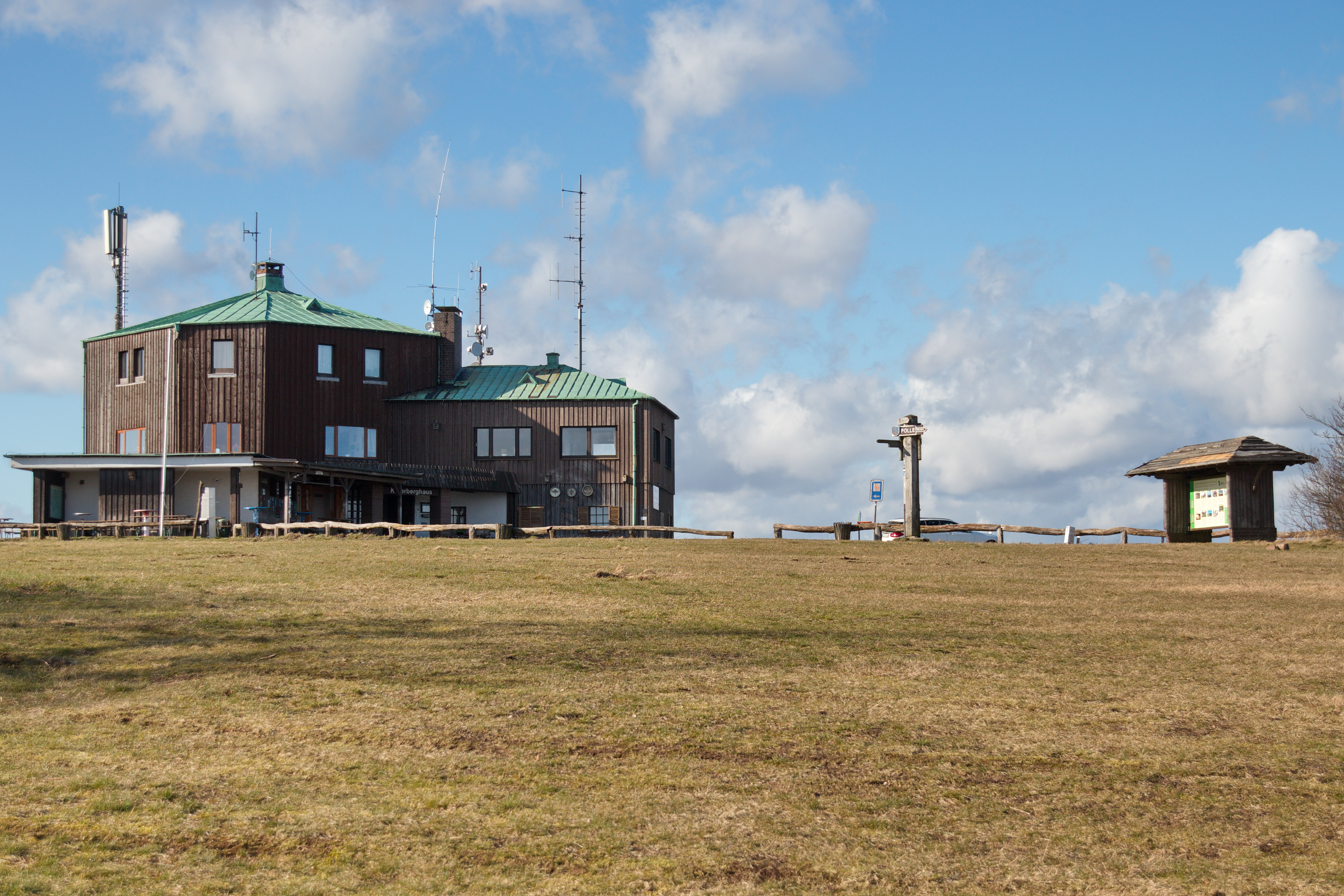
Köterberghaus
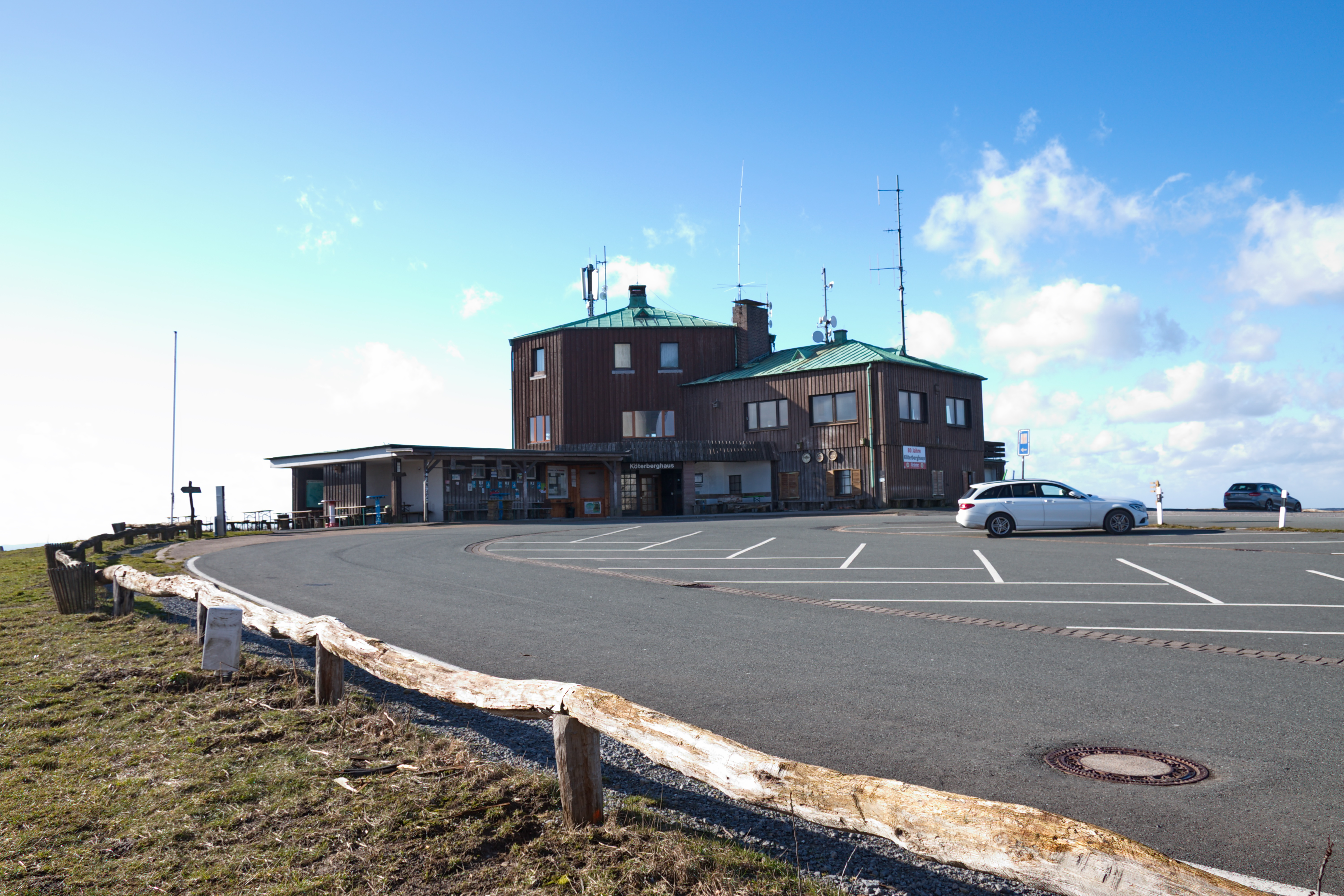
Blick auf das Köterberghaus vom Parkplatz
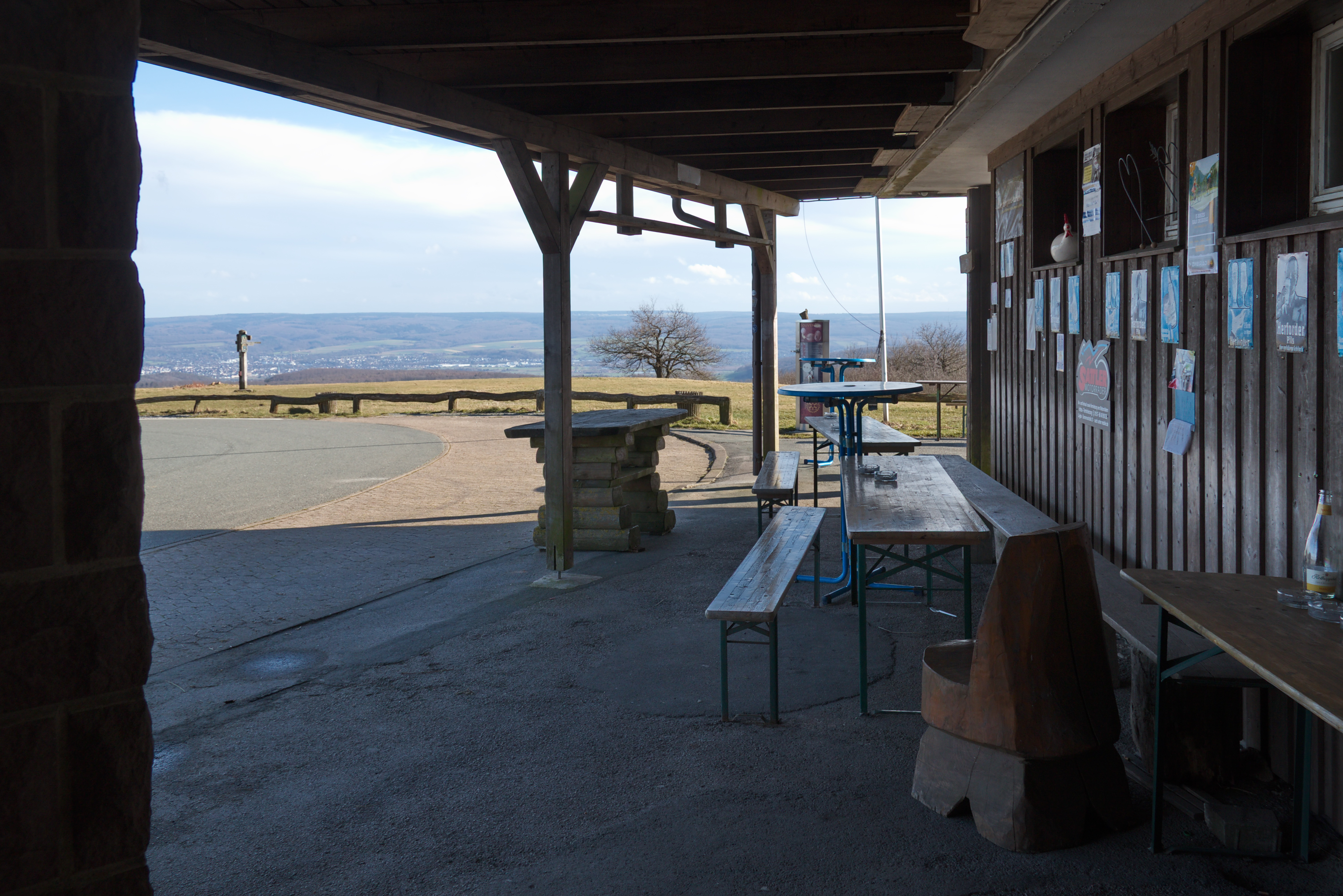
Unter der Terrasse

## Türme

### Fernmeldeturm Köterberg
Der auf dem Köterberg stehende, 100 m hohe Fernmeldeturm Köterberg wurde 1971 als Typenturm von der Deutschen Bundespost erbaut und dient heute der Verbreitung von Radioprogrammen im DAB+-Standard sowie dem drahtlosen Telefonverkehr.
Digitales Radio (DAB / DAB+):
Digitaler Hörfunk wird seit dem 7. August 2019 in vertikaler Polarisation im Gleichwellennetz (Single Frequency Network) mit anderen Sendern ausgestrahlt. Ergänzend zum ersten bundesweiten Multiplex ist das Programmangebot des Norddeutschen Rundfunks am 21. Juli 2021 und das landesweite Angebot von audio.digital NRW am 1. Juni 2023 hinzugekommen.
| Block                        | Programme (Datendienste) | ERP (kW) | Antennen- diagramm rund (ND)/ gerichtet (D) | Gleichwellennetz (SFN) |
| ---------------------------- | --- | -------- | ------------------------------------------- | --- |
| 5C DR Deutschland (D__00188) | DAB+ Block der Media Broadcast: - Absolut relax (72 kbps) - Dlf (104 kbps) - Dlf Kultur (112 kbps) - Dlf Nova (104 kbps) - DRadio DokDeb (48 kbps) - Energy Digital (72 kbps) - ERF Plus (64 kbps) - Klassik Radio (72 kbps) - Radio Bob (72 kbps) - Radio Horeb (48 kbps) - Radio Schlagerparadies (64 kbps) - Schwarzwaldradio (64 kbps) - sunshine live (72 kbps) - DRadio Daten (32 kbps Daten) - EPG Deutschland (16 kbps Daten) - TPEG (16 kbps Daten) - TPEG_MM (16 kbps Daten) | 10       | ND                                          | - Baden-Württemberg: Aalen, Baden-Baden (Fremersberg), Bad Mergentheim, Blauen, Brandenkopf, Donaueschingen, Feldberg im Schwarzwald, Freiburg (Vogtsburg-Totenkopf), Geislingen (Oberböhringen), Großerlach (Hohe Brach), Heidelberg (Königstuhl), Heilbronn (Schweinsberg), Hochrhein (Rickenbach), Hornisgrinde, Pforzheim (Schömberg-Langenbrand), Raichberg, Ravensburg (Höchsten), Reutlingen, Stuttgart (Frauenkopf), Ulm (Kuhberg) - Bayern: Amberg (Hirschau), Aschaffenburg (Pfaffenberg), Augsburg (Hotelturm), Bad Tölz (Gaißach), Balderschwang, Bamberg (Geisberg), Büttelberg, Brotjacklriegel, Dillberg, Grünten, Herzogstand, Hochberg (Traunstein), Hoher Bogen, Inntal (Ebbs), Ingolstadt (Gelbelsee), Kreuzberg/Rhön, Landshut (Altdorf), München (Olympiaturm), Nennslingen (Büchelberg), Nürnberg, Oberammergau, Ochsenkopf, Passau, Pfänder, Pfaffenhofen, Pfarrkirchen, Pfronten, Regensburg (Hohe Linie), Unterringingen, Untersberg, Wendelstein (Bayrischzell), Würzburg (Frankenwarte) - Berlin: Berlin (Alexanderplatz), Berlin (Scholzplatz) - Brandenburg: Bad Belzig, Booßen, Brandenburg/Havel, Calau, Casekow, Cottbus, Eberswalde (geplant), Eisenhüttenstadt, Neuruppin (geplant), Petkus, Pritzwalk, Templin - Bremen: Bremen (Walle), Bremerhaven-Schiffdorf - Hamburg: Hamburg (Moorfleet), Hamburg (Heinrich-Hertz-Turm) - Hessen: Bad Hersfeld (Rimberg), Biedenkopf (Sackpfeife), Fulda (Hummelskopf), Frankfurt (Europaturm), Gelnhausen (Schnepfenkopf), Gießen (Dünsberg), Großer Feldberg, Hardberg, Hohe Wurzel, Hoher Meißner, Kassel (Habichtswald), Mainz-Kastel - Mecklenburg-Vorpommern: Garz (Rügen), Güstrow, Malchin, Neubrandenburg-Süd, Neustrelitz (geplant), Rostock (Toitenwinkel), Röbel, Schwerin (Zippendorf-Gr.Dreesch), Torgelow, Wismar/Rüggow, Züssow - Niedersachsen: Aurich-Popens, Braunschweig (Broitzem), Braunschweig (Drachenberg), Cuxhaven-Stadt, Dannenberg, Göttingen (Bovenden-Osterberg), Hannover (Telemax), Lingen, Lüneburg-Neu Wendhausen, Molbergen-Peheim, Osnabrück (Bramsche-Schleptruper Egge), Hildesheim (Sibbesse), Steinkimmen, Uelzen, Visselhövede, Wilhelmshaven - Nordrhein-Westfalen: Aachen (Karlshöhe), Bergneustadt-Wiedenest (R), Bielefeld (Hünenburg), Bonn (Venusberg), Dortmund (Florianturm), Düsseldorf (Rheinturm), Eggegebirge, Herscheid, Hochsauerland (Hunau), Hürtgenwald-Großhau, Köln (Colonius), Langenberg, Lügde-Rischenau (Köterberg), Meschede (geplant), Minden (Jakobsberg), Münster (Fernmeldeturm), Schöppingen, Siegen-Süd, Wesel - Rheinland-Pfalz: Bad Kreuznach (Schanzenkopf), Bad Marienberg (Westerwald), Bornberg, Daun (Eifel), Edenkoben (Kalmit), Heckenbach-Schöneberg (Ahrweiler), Haardtkopf (geplant), Idar-Oberstein, Kaiserslautern, Kettrichhof, Koblenz (Kühkopf), Schnee-Eifel (geplant), Trier (Petrisberg) - Saarland: Merzig-Merchingen, Saarbrücken (Schoksberg) - Sachsen: Chemnitz, Dresden, Geyer, Leipzig, Löbau, Neustadt, Niederschöna (geplant), Oschatz, Schöneck, Zwickau Ost - Sachsen-Anhalt: Brocken, Burg, Dequede, Petersberg, Pettstädt (Weißenfels), Schneidlingen, Wittenberg - Schleswig-Holstein: Bungsberg, Bredstedt (geplant), Flensburg, Garding (geplant), Heide, Helgoland, Hennstedt, Itzehoe (geplant), Kiel (Kronshagen), Lübeck (Stockelsdorf), Schleswig, Niebüll (Süderlügum), Westerland (Sylt) - Thüringen: Bleßberg (Sonneberg), Erfurt-Hochheim, Gera, Inselsberg, Jena (Oßmaritz), Kulpenberg, Lobenstein (Sieglitzberg), Saalfeld (Remda), Weimar (Ettersberg) |
| 6C NDR NDS BS (D__00291)     | DAB+ Block des Norddeutschen Rundfunks - NDR 1 NDS BS (Braunschweig) (104 kbps) - NDR 2 NDS (104 kbps) - NDR Kultur (104 kbps) - NDR Info NDS (104 kbps) - N-Joy (104 kbps) - NDR Blue (104 kbps) - NDR Schlager (104 kbps) - NDR Info Spezial (104 kbps) - NDR BWS (16 kbps) - ARD TPEG (16 kbps) | 1        | ND                                          | Bad Sachsa (Ravensberg), Braunlage (Hohegeiss), Braunschweig (Drachenberg), Einbeck (Fuchshöhlenberg), Göttingen (Bovenden), Göttingen (Nikolausberg), Goslar (Sudmerberg), Hann. Münden/Tannenkamp, Holzminden-Neuhaus, Lügde-Rischenau (Köterberg), Salzgitter/Klein Flöthe, Staufenberg-Sichelnstein, Torfhaus, Uelzen, Wolfsburg (Klieversberg) (R) |
| 9D Mein NRW DAB+ (D__00517)  | DAB-Block von audio.digital NRW: - 80er Radio Harmony (72 kbps) - Antenne NRW (72 kbps) - bigFM (NRW) (72 kbps) - Energy NRW (72 kbps) - Kulthitradio (72 kbps) - Noxx (72 kbps) - NRW1 (72 kbps) - Oldie Antenne (72 kbps) - Radio 21 NRW (72 kbps) - Radio Bollerwagen (72 kbps) - Radio Holiday (72 kbps) - Radio Paloma (NRW) (72 kbps) - Radio Paradiso (72 kbps) - Star FM (72 kbps) - Radio Teddy NRW (72 kbps) - Schlager Radio (NRW) (72 kbps)                                | 10       | ND                                          | - Region Aachen: Aachen (Karlshöhe) - Bergisches Land: Wuppertal (Küllenhahn) - Rheinland: Bonn (Venusberg), Köln (Colonius) - Rhein-Ruhr: Düsseldorf (Rheinturm), Essen, Wesel - Ruhrgebiet: Dortmund (Florianturm) - Münsterland: Münster (Fernmeldeturm), Schöppingen - Ostwestfalen-Lippe: Bielefeld (Hünenburg), Eggegebirge, Lügde-Rischenau (Köterberg), Minden (Jakobsberg) - Südwestfalen: Herscheid, Hochsauerland (Hunau), Siegen-Süd |

### Sendetürme
Es gibt weitere zwei Sendetürme auf dem Berg für Richtfunk, als Polizei-, Feuerwehr- und Amateurfunkrelais sowie für Bundeswehrfunk. Das 70-cm-Amateurfunkrelais mit dem Amateurfunkrufzeichen DB0KB sendet auf der Frequenz 439,425 MHz. Die Kopplung zum Relais DB0WUR auf dem Wurmberg im Harz ist zeitweise in Betrieb. Die U.S. Army Communications Engineering and Installation Agency (USACEIA) installierte hier von Mai 1984 bis Mai 1985 eine Funk- und Radioanlage. Funkamateure nutzen die Gipfelregion wegen der günstigen Sende- und Empfangsbedingungen.

## Aussichtsmöglichkeit
Weil die weitläufige Gipfelregion des Köterbergs, der über eine Sackgasse von Lügde-Köterberg kommend angefahren werden kann, fast unbewaldet ist, bietet sich von dort die wohl beste (Fast-)Rundumsicht nicht nur im Grenzbereich der zuvor genannten Bundesländer, sondern zum Beispiel sogar bis zum Habichtswald und Kaufunger Wald in Nordhessen und zum Harz, der sich in Niedersachsen, Sachsen-Anhalt und Thüringen befindet.
Zu sehen sind beispielsweise:
- Biesterfeld im Nordwesten
- Desenberg bei Warburg
- der Harz mit dem Brocken
- Holzminden
- der Kaufunger Wald
- Höxter
- der Hohe Habichtswald mit dem Herkules
- das Eggegebirge mit den Externsteinen
- der Teutoburger Wald mit dem Hermannsdenkmal

Wegen der guten Aussichtsmöglichkeit und vor allem wegen seiner exponierten Lage, beides ähnelt dem Brocken im Harz, vermittelt der Köterberg den Eindruck, höchster Punkt im Weserbergland zu sein, obwohl der Solling ihn mit vier Gipfeln (Große Blöße, Großer Ahrensberg, Moosberg, Vogelherd) überragt; diese Gipfel sind jedoch alle stark bewaldet, recht unauffällig und aus der Ferne nicht ohne weiteres auszumachen. Der Köterberg wird daher auch als „Brocken des Weserberglandes“ bezeichnet.

Ausblicke vom Köterberg
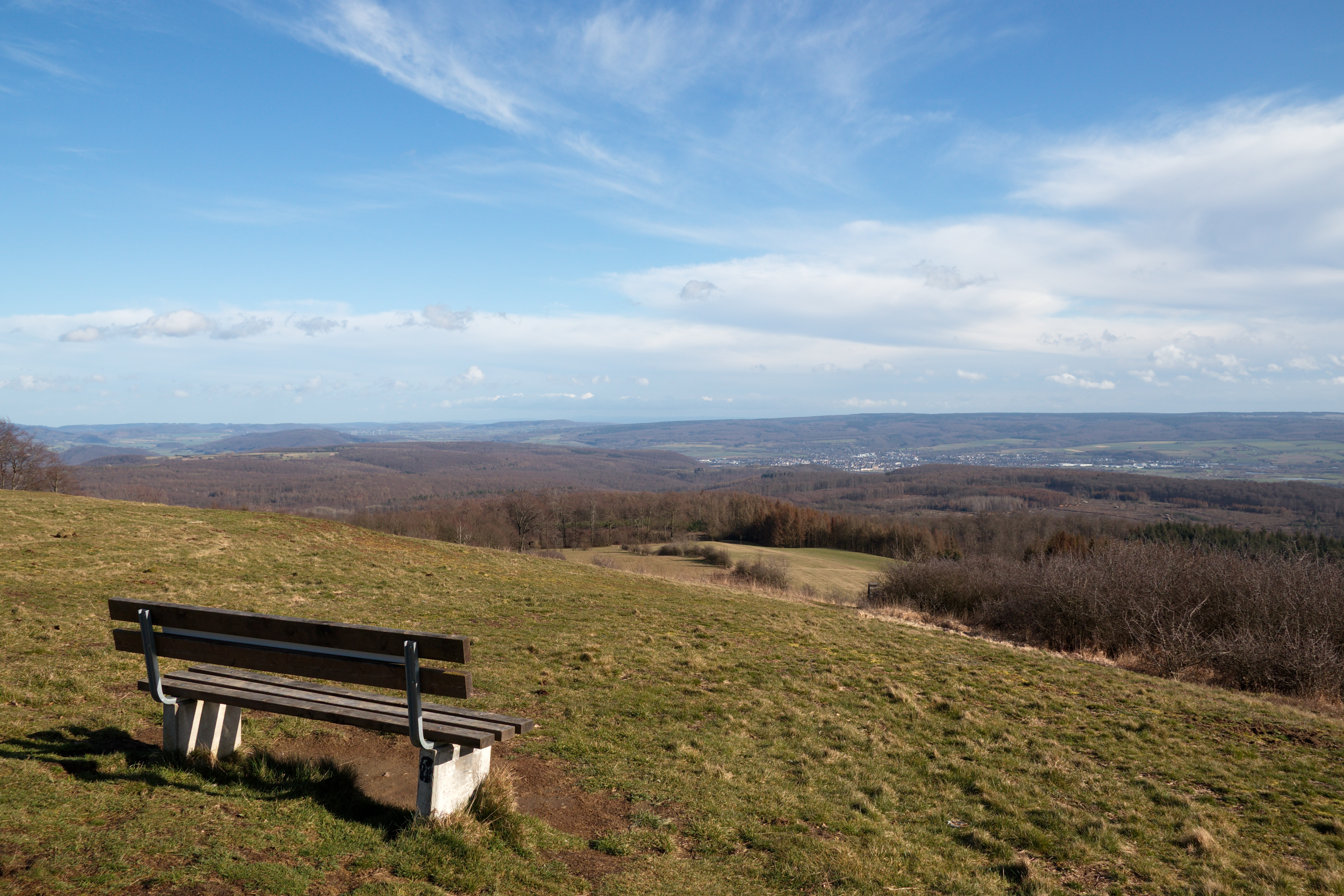
Richtung Holzminden
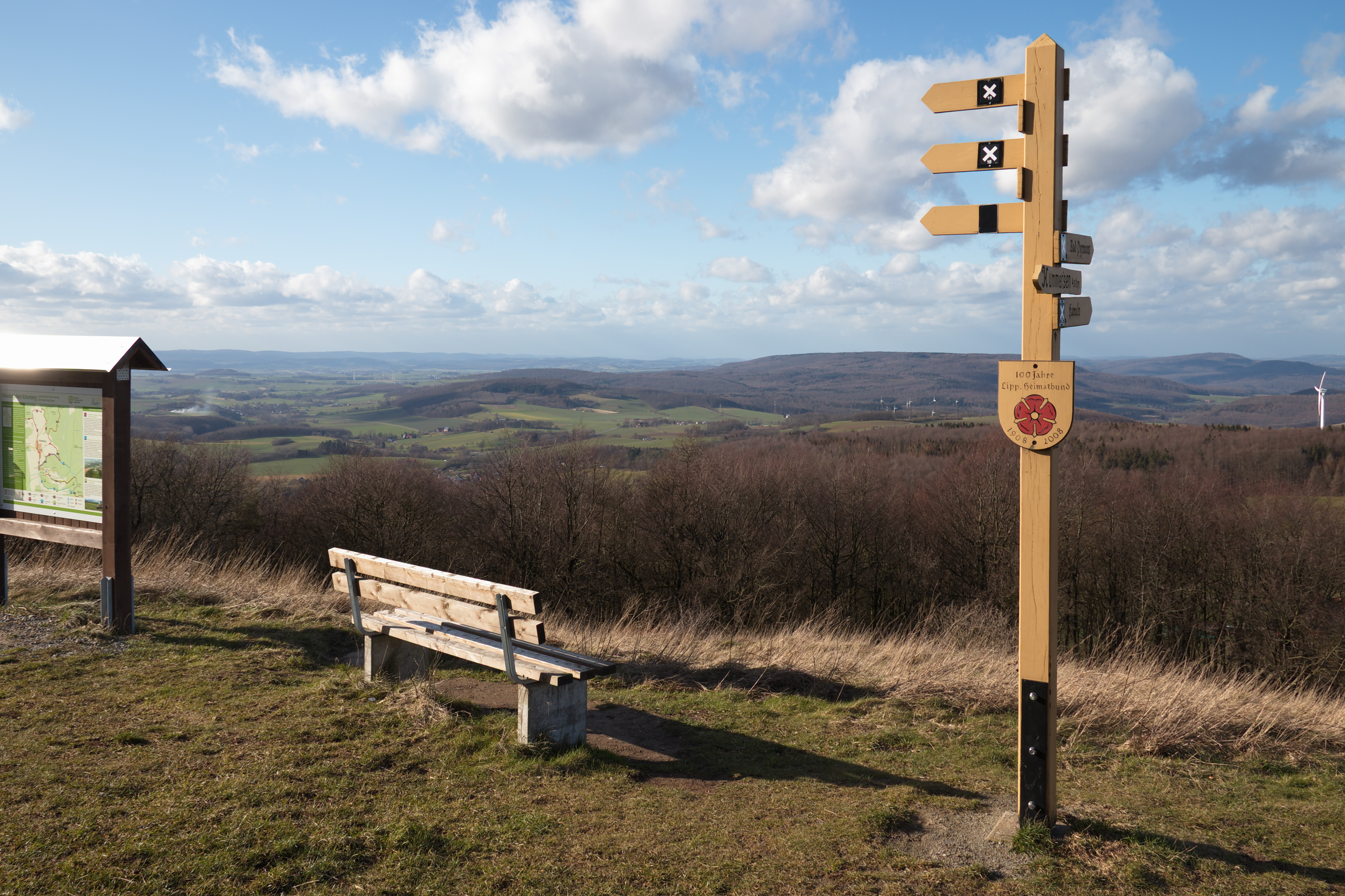
Richtung Bad Pyrmont

## Tourismus
In den Sommermonaten treffen sich an den Wochenenden auf der Gipfelregion zahlreiche Motorradfahrer zum Benzingespräch, was häufig zu einer beträchtlichen Ansammlung von Motorrädern auf dem Parkplatz führt. Ebenso befahren sportlich ambitionierte Radfahrer den Köterberg. Im Köterberghaus befindet sich ein Gastronomiebetrieb.

## Kurioses
Auf zwei Schildern am Köterberghaus wird die Höhe des tatsächlich 495,8 m hohen Köterbergs falsch mit „500 m über NN“ angegeben, was gelegentlich auch in der Literatur und Werbung zu finden ist. Diese Schilder sind derzeit (Stand 4. April 2025) demontiert.
Der Köterberg wird scherzhaft auch als Monte Wau-Wau bezeichnet. Mittlerweile ist diese Bezeichnung touristisch aufgegriffen worden. Auf dem Gipfel kann eine 5 Euro-Cent-Münze zu einer Plakette umgeprägt werden, die im oberen Bereich den Schriftzug Monte Wau-Wau trägt. Diese Plakette zeigt außerdem das Ortsausgangsschild Köterberg, einen sich auf die Hinterpfoten abstützenden Dackel und im unteren Bereich den Schriftzug Weserbergland.

## Verkehr

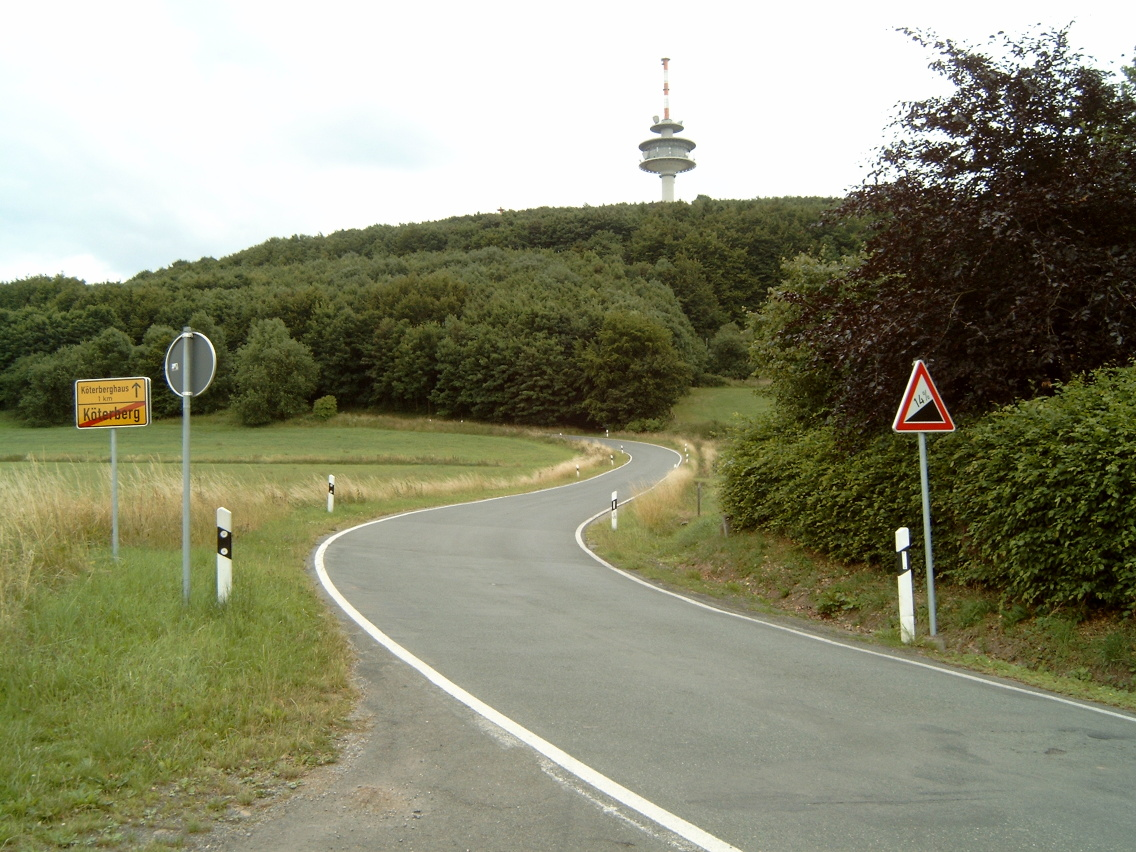
Köterbergstraße (K 69) zur Gipfelregion; beim Dorf Köterberg

Nordwestlich vorbei am Köterberg verläuft von Falkenhagen südsüdostwärts durch Köterberg und dann westwärts nach Niese die Kreisstraße 69, von der im Dorf Köterberg die auch als K 69 bezeichnete Köterbergstraße als Stichstraße auf die Gipfelregion führt. Sie weist eine maximale Steigung von 14 Prozent auf.

## Sagen
- Ludwig Bechstein: Köterberg[11] (Sage zum Berg; Erwähnung der Burgruine am Südfuß des Köterberges sowie der Hünenburg nahe Zierenburg im Vorwort)